# アサトヒカリ
「アサトヒカリ」は、C&Kの18枚目のシングル。2020年8月5日に発売された。発売元はユニバーサルミュージック。

## 解説
前作『嗚呼、麗しき人生』から約1年振りのシングル。
本作は自身初の映画主題歌となっており、河瀬直美氏が監督を務める「朝が来る」の主題歌を担当、本作のために書き下ろした楽曲となっている。
ミュージックトレーラーには映画とのコラボレーションによる映像を制作。
初回限定盤には、C&K Alternative Video
2019年6月27日　NHKホール「コンベンションライブ ～見てくれ！好きか嫌いか言ってくれ！同情するなら尺をくれ！！！～」の模様とあわせ、そこから約1年、2人が今、そして未来について語る最新インタビューを収録。（収録時間：約75分）

## 収録曲
1. アサトヒカリ
（作詞・作曲：CLIEVY・KEEN）
映画「朝が来る」主題歌。
2. アサトヒカリ (2012,Radio ver.)
（作詞・作曲：CLIEVY・KEEN）
3. アサトヒカリ (Instrumental)
4. アサトヒカリ (2012,Radio ver. Instrumental)